# Bishopthorpe
Bishopthorpe è un villaggio e parrocchia civile dell'Inghilterra, appartenente alla contea del North Yorkshire. Il villaggio dista circa 2,5 miglia (4km) dal centro di York e contiene la residenza dell'arcivescovo di York.